# النجد الاحمر (يريم)

تعديل مصدري - تعديل

النجد الأحمر محلة تابعة لقرية صرحة، التابعة لعزلة بني مسلم بمديرية يريم إحدى مديريات محافظة إب في الجمهورية اليمنية.، بلغ تعداد سكانها 65 حسب تعداد اليمن لعام 2004.